# Ба-Пеф
Ба-Пеф (егип. B3-pf) —  бог загробного мира в древнеегипетской мифологии. Его имя Ба означало «душа». Ба-Пеф обычно изображался злобным и мрачным. Известен со времён Древнего царства. В Текстах пирамид его культ ассоциировался с болью и духовными страданиями, влияющими на фараона.